# Ilhas Tijucas
Ilhas Tijucas är öar i Brasilien.   De ligger i delstaten Rio de Janeiro, i den sydöstra delen av landet, 900 km sydost om huvudstaden Brasília.